# Santa Rita de Jacutinga
Santa Rita de Jacutinga är en kommun i Brasilien.   Den ligger i delstaten Minas Gerais, i den sydöstra delen av landet, 800 km sydost om huvudstaden Brasília. Antalet invånare är 4 996.
Omgivningarna runt Santa Rita de Jacutinga är huvudsakligen savann. Runt Santa Rita de Jacutinga är det glesbefolkat, med 17 invånare per kvadratkilometer.